# Matthias Böhmer
Matthias Böhmer (* 21. Juni 1990) ist ein ehemaliger deutscher Rennrodler und Bobsportler und gegenwärtiger Sportfunktionär. Seit 2023 ist er Sportdirektor Kunstbahn der Fédération Internationale de Luge.

## Leben

### Anfänge im Rodelsport
Böhmer begann 1998 mit dem Rennrodeln beim WSV Königssee, er trat im Einsitzer der Männer an. In der Juniorenzeit trainierte er zusammen mit Felix Loch und Julian von Schleinitz auf seiner Heimbahn am Königssee. Die Deutschen Meisterschaften 2009 beendete er mit einem Sturz im zweiten Lauf.

### Wechsel zum Bobsport
2009 wechselte Böhmer zum Bobsport und fuhr zunächst für die BC Unterhaching. Seine ersten Rennen als Bobpilot bestritt er im November 2010 im Rahmen des Bob-Europacups in Innsbruck-Igls, wo er im Zweierbob mit Anschieber Oliver Henle die Plätze 14 bzw. 17 belegte. Im Viererbob fuhr er an gleicher Stelle mit Niklas Michel, Felix Kronowetter und Henle die Platz 14 bzw. 13 ein. In Cesana fuhr er im Zweierbob mit Anschieber Kronowetter auf die Plätze 13 bzw. 16, ehe er im Viererbob mit Michel, Kronowetter und Steffen Heerlein mit Platz 10 erstmals in die Top 10 fuhr. In Winterberg und Altenberg folgte eine Etablierung in den Top 10; die besten Ergebnisse der Saison 2010/11 erzielte Böhmer in St. Moritz–Celerina, wo er im Zweierbob mit Anschieber Felix Zinsius sowie in beiden Viererbobrennen mit Zinsius, Michel und Henle Fünfter wurde. Die Gesamtwertung des Europacups beendete er auf Platz 13 im Zweierbob und Platz 9 im Viererbob. Für die die Juniorenweltmeisterschaften in Park City erhielten Francesco Friedrich, Maximilian Arndt und Oliver Harrass (Zweierbob) bzw. Benjamin Schmid (Viererbob) den Vorzug.
Die Europacup-Saison 2011/12 begann für Böhmer im Zweierbob mit zwei 20. Plätzen in Innsbruck-Igls, wo er in beiden Rennen von Axel Christ angeschoben wurde. Im Viererbob reichte es für die Plätze 16 und 12. Auch auf seiner Heimbahn am Königssee reichte es nicht zu einer Top-10-Platzierung. In Winterberg und Altenberg pausierte Böhmer. Die besten Saisonergebnisse fuhr Böhmer erneut in St. Moritz–Celerina ein, wo mit Anschieber Christ im Zweierbob zu Platz 10 und im Viererbob mit Fabian Heinemann, Matthias Kagerhuber sowie Ben Heber die Plätze 9 bzw. 6 eingefahren werden konnten. Die Gesamtwertung beendete er auf Rang 24 im Zweierbob und Rang 16 im Vierbob. Die Juniorenweltmeisterschaften in Innsbruck-Igls beendete er im Zweierbob mit Anschieber Thorsten Margis auf dem sechsten Platz und im Viererbob mit Niklas Michel, Axel Christ sowie Alexej Bogdaschin Achter.
In die Europacup-Saison 2012/13, die erneut in Innsbruck-Igls ihren Auftakt feierte, startete Böhmer wieder nur durchwachsen. In Winterberg stabilisierten sich seine Leistungen und Böhmer fuhr mehrfach in die Top 10, die er in La Plagne ebenfalls im Zweier- und Viererbob erreichen konnte. Die Juniorenweltmeisterschaften 2013, welche bereits im Dezember 2012 in Innsbruck-Igls ausgetragen wurden, beendete er mit Anschieber Axel Christ als schlechtester Deutscher auf Rang 9. Im Viererbob hingegen fuhr er mit Maximilian Timme, Christ sowie Pierre Jaques überraschend auf den Bronzerang und musste sich dabei nur Juniorenweltmeister Francesco Friedrich und dem Letten Oskars Ķibermanis geschlagen geben. Nach dem Jahreswechsel fuhr Böhmer am Königssee im Viererbob mit Gregor Bermbach, Christian Friedrich, Pierre Jaques auf Platz 2 und erreichte damit sein bestes Karriereergebnis im Europacup. Die Gesamtwertung beendete er auf dem sechsten Rang im Zweierbob und dem vierten Rang im Viererbob.
Den Saisonbeginn der Europacup-Saison 2013/14 verpasste Böhmer, da zunächst Nico Walther, Albrecht Klammer, Benjamin Schmid, Manuel Machata und David Ludwig den Vorzug für die Rennen in Altenberg, am Königssee und in Winterberg erhielten. Böhmer griff erst im Januar 2014 in Innsbruck-Igls in das Wettkampfgeschehen ein. Mit den Anschieber Axel Christ bzw. Candy Bauer fuhr er im Zweierbob auf die Plätze 7 und 5, im Viererbob mit Christ, Felix Krieg sowie Philipp Wobeto auf Platz 8 bzw. 11. In St. Moritz–Celerina reichte es mit Christ als Anschieber zu einem siebten Platz im Zweierbob. Sein bestes Saisonergebnis war erneut der dort ausgetragene Viererbob, in dem er sich mit Axel Christ, Johannes Lochner sowie Philipp Wobeto nur dem Letten Uģis Žaļims geschlagen geben musste. Die Gesamtwertung des Europacups beendete Böhmer auf dem 23. Rang des Zweierbobrankings und dem 15. Rang im Viererbobranking. Für die Juniorenweltmeisterschaften in Winterberg erhielt Böhmer den Vorzug vor seinem Konkurrenten David Ludwig, der wiederum im Zweierbob neben Klammer und Walther – die beide Disziplinen absolvierten – den Vorzug erhalten hatte. In der Besetzung mit Christ, Lochner und Wobeto gelang überraschenderweise der Gewinn des Vizeweltmeistertitels zeitgleich mit dem Russen Maxim Andrianow.
Die Zeit nach den Olympischen Winterspielen 2014 in Sotschi brachte für das deutsche Bobteam einen kompletten Umbruch. Cheftrainer Christoph Langen veränderte grundlegende Strukturen und Böhmers ehemaliger Anschieber Johannes Lochner, der inzwischen auf die Pilotenposition gewechselt war, erhielt neben Albrecht Klammer, Christoph Hafer, Manuel Machata, Richard Oelsner den Vorzug für den Europacup. Böhmer beendete in der Folge seine Karriere.

### Rolle als Sportfunktionär
Nach dem Ende seiner aktiven Laufbahn übernahm Böhmer 2016 die Rolle des Teammanagers und Trainers beim Bob- und Schlittenverband für Deutschland und fungierte zugleich als Rennleiter für Weltcupveranstaltungen auf der Kunsteisbahn Königssee. 2020 verließ er den BSD und wurde Cheftrainer des britischen und australischen Bobteams. Er bereitete die Athleten um Brad Hall, Mica McNeill und Breeana Walker auf die Olympischen Winterspiele 2022 in Peking vor, wo er als jüngster Cheftrainer fungierte.
Nach dem Ende seines Engagements als britischer und australischer Cheftrainer wechselte Böhmer zur Fédération Internationale de Luge, wo er ab der Saison 2022/23 zunächst als Assistent und Stellvertreter der Sportdirektorin Kunstbahn Maria-Luise Rainer und des Technischen Direktors Kunstbahn Andris Šics im Weltcupteam fungierte. In dieser Rolle verantwortete er als COVID-Manager die Umsetzung der COVID-19-Agenda des Verbands. Im April 2023 folgte Böhmer Rainer auf dem Posten des Sportdirektors Kunstbahn nach, da diese die Rolle der FIL-Eventdirektorin für die Olympischen Winterspiele 2026 übernommen hatte.

## Erfolge
Bob-Junioren-Weltmeisterschaften
- Innsbruck-Igls 2013:  im Viererbob mit Maximilian Timme, Axel Christ und Pierre Jaques
- Winterberg 2014:  im Viererbob mit Axel Christ, Johannes Lochner und Philipp Wobeto